# 离宫四
离宫四，即飞马座η（η Peg，η Pegasi）是一个位于飞马座的双星系统，距离地球约167光年。

## 特征
离宫四的视星等为+2.95， 是飞马座第五亮的恒星。根据视差测量，它距离地球约167光年（51秒差距）。
离宫四由一对联星组成，两颗恒星相互旋转的周期为813天，轨道离心率为0.183。 其中较亮的主星是一颗亮巨星，恒星光谱为G2 II， 质量是太阳质量的4倍。 通过干涉测量并矫正周边昏暗后测量出这颗恒星的角直径为3.26 ± 0.07角分， 这意味着在距离地球167光年的实际位置上，它的半径约为太阳半径的18倍。 它的亮度是太阳亮度的247倍， 表面温度为5,450K。 这颗恒星的自转比较慢，视向自转速度为1.7 km·s–1，自转周期约为818天。 离宫四的伴星是一颗F-型主序星，恒星光谱为F0 V.。在天球投影上，这对联星附近还有两颗G型恒星，目前尚不知道是否和这对联星有物理联系。
离宫四和危宿一（宝瓶座α）、虚宿一（宝瓶座β）三颗中等质量的恒星组成一个恒星群落，它们在星际运动的方向垂直于银河面。

## 命名
离宫四在西方的传统名字为Matar，来自于阿拉伯语Al Saʽd al Maṭar（‎），意思为“幸运雨之星”。在中国古代星官系统中，离宫四属于北方玄武七宿中室宿离宫（表示皇帝的行宫）第四星，这也是离宫四名字的来由。

## 大众文化
美国海军有一艘货船“USS Matar (AK-119)”是以离宫四的英文名Maṭar命名。